# Танді Мвапе
Танді Мвапе (англ. Tandi Mwape, нар. 20 липня 1996) — замбійський футболіст, захисник клубу «ЗЕСКО Юнайтед» та національної збірної Замбії.
Виступав також за клуби «Грін Іглс», «Кабве Ворріорс» та «ТП Мазембе».

## Клубна кар'єра
У дорослому футболі дебютував 2016 року виступами за команду «Грін Іглс», у якій провів один сезон. 
Своєю грою за цю команду привернув увагу представників тренерського штабу клубу «Кабве Ворріорс», до складу якого приєднався 2017 року. Відіграв за команду з Кабве наступні два сезони своєї ігрової кар'єри.
У 2019 році уклав контракт з клубом «ТП Мазембе», у складі якого провів наступні чотири роки своєї кар'єри гравця. 
До складу клубу «ЗЕСКО Юнайтед» приєднався 2023 року. 

## Виступи за збірну
У 2020 році дебютував в офіційних матчах у складі національної збірної Замбії.
У складі збірної був учасником Кубка африканських націй 2023 року у Кот-д'Івуарі.
| Дата       | Місто         | Господарі            | Результат | Гості                | Турнір                                   | Голи | Примітки |
| ---------- | ------------- | -------------------- | --------- | -------------------- | ---------------------------------------- | ---- | -------- |
| 2-6-2019   | Дурбан        | Замбія               | 2 – 2     | Малаві               | Кубок КОСАФА 2019 - чвертьфінал          | -    | 4 – 2    |
| 5-6-2019   | Дурбан        | Зімбабве             | 0 – 0     | Замбія               | Кубок КОСАФА 2019 - півфінал             | -    | 2 – 4    |
| 8-6-2019   | Дурбан        | Ботсвана             | 0 – 1     | Замбія               | Кубок КОСАФА 2019 - Фінал                | -    |          |
| 10-10-2019 | Ніамей        | Нігер                | 1 – 1     | Замбія               | товариський матч                         | -    |          |
| 14-11-2019 | Бліда         | Алжир                | 5 – 0     | Замбія               | Відбір до Кубка африканських націй 2021  | -    |          |
| 19-11-2019 | Лусака        | Замбія               | 1 – 2     | Зімбабве             | Відбір до Кубка африканських націй 2021  | -    |          |
| 9-10-2020  | Найробі       | Кенія                | 2 – 1     | Замбія               | товариський матч                         | -    |          |
| 11-10-2020 | Рустенбург    | ПАР                  | 1 – 2     | Замбія               | товариський матч                         | -    |          |
| 12-11-2020 | Лусака        | Замбія               | 2 – 1     | Ботсвана             | Відбір до Кубка африканських націй 2021  | -    | 42'      |
| 16-11-2020 | Франсистаун   | Ботсвана             | 1 – 0     | Замбія               | Відбір до Кубка африканських націй 2021  | -    | 79'      |
| 29-3-2021  | Хараре        | Зімбабве             | 0 – 2     | Замбія               | Відбір до Кубка африканських націй 2021  | -    |          |
| 5-6-2021   | Дакар         | Сенегал              | 3 – 1     | Замбія               | товариський матч                         | -    |          |
| 8-6-2021   | Котону        | Бенін                | 2 – 2     | Замбія               | товариський матч                         | 1    |          |
| 7-10-2021  | Малабо        | Екваторіальна Гвінея | 2 – 0     | Замбія               | Відбір до ЧС 2022                        | -    |          |
| 10-10-2021 | Лусака        | Замбія               | 1 – 1     | Екваторіальна Гвінея | Відбір до ЧС 2022                        | -    |          |
| 13-11-2021 | Лусака        | Замбія               | 4 – 0     | Мавританія           | Відбір до ЧС 2022                        | -    |          |
| 16-11-2021 | Туніс (місто) | Туніс                | 3 – 1     | Замбія               | Відбір до ЧС 2022                        | -    | 15'      |
| 27-3-2022  | Анталія       | Замбія               | 1 – 2     | Бенін                | товариський матч                         | -    |          |
| 3-6-2022   | Ямусукро      | Кот-д'Івуар          | 3 – 1     | Замбія               | Відбір до Кубка африканських націй 2023  | -    |          |
| 7-6-2022   | Лусака        | Замбія               | 2 – 1     | Коморські Острови    | Відбір до Кубка африканських націй 2023  | -    | 2'       |
| 23-9-2022  | Бамако        | Малі                 | 1 – 0     | Замбія               | товариський матч                         | -    |          |
| 17-11-2022 | Петах-Тіква   | Ізраїль              | 4 – 2     | Замбія               | товариський матч                         | -    |          |
| 23-3-2023  | Ндола         | Замбія               | 3 – 1     | Лесото               | Відбір до Кубка африканських націй 2023  | -    |          |
| 26-3-2023  | Совето        | Лесото               | 0 – 2     | Замбія               | Відбір до Кубка африканських націй 2023  | -    |          |
| 17-6-2023  | Ндола         | Замбія               | 3 – 0     | Кот-д'Івуар          | Відбір до Кубка африканських націй 2023  | -    |          |
| 9-1-2024   | Джидда        | Замбія               | 1 – 1     | Камерун              | товариський матч                         | -    | 64'      |
| 17-1-2024  | Сан-Педро     | ДР Конго             | 1 – 1     | Замбія               | Кубок африканських націй 2023 - 1-й етап | -    |          |
| 24-1-2024  | Сан-Педро     | Замбія               | 0 – 1     | Марокко              | Кубок африканських націй 2023 - 1-й етап | -    | 83'      |
| 7-6-2024   | Агадір        | Марокко              | 2 – 1     | Замбія               | Відбір до ЧС 2026                        | -    | 89'      |
| 11-10-2024 | Ндола         | Замбія               | 0 – 0     | Чад                  | Відбір до Кубка африканських націй 2025  | -    | 26'      |
| 15-10-2024 | Яунде         | Чад                  | 0 – 1     | Замбія               | Відбір до Кубка африканських націй 2025  | -    |          |
| Усього     |               | Матчів               | 31        |                      | Голів                                    | 1    |          |